# 301
Évszázadok: 3. század – 4. század – 5. század
Évtizedek: 250-es évek – 260-as évek – 270-es évek – 280-as évek – 290-es évek – 300-as évek – 310-es évek – 320-as évek – 330-as évek – 340-es évek – 350-es évek
Évek: 296 – 297 – 298 – 299 –  300 – 301 – 302 – 303 – 304 – 305 – 306

## Események

### Római Birodalom
- Titus Flavius Postumius Titianust és Virius Nepotianust választják consulnak.
- Diocletianus császár az infláció elleni harc jegyében rendeletet hoz az áruk és szolgáltatások maximális áráról. Az ediktumnak csak rövid távú hatása van, néhány éven belül betarthatatlanná válik.
- Galerius caesar a Duna középső szakaszánál a carpusok és a szarmaták ellen hadakozik, míg Constantius Chlorus caesar a rajnai limest védi a germánoktól.
- Szent Marinus megalapítja remetekolostorát, amelyből később San Marino közössége alakul ki.
- Örményországban az éveken át börtönben tartott Szent Gergely meggyógyítja III. Tiridatész királyt, aki megtér és államvallássá teszi a kereszténységet; ezzel Örményország a világ első formálisan keresztény állama. Megkezdik az ecsmiadzini katedrális, az örmény egyház főszékesegyházának építését.

### Kína
- Februárban Sze-ma Lun régens lemondatja a szellemileg elmaradott Huj császárt és kivégezteti unokáját, a trónörököst. Az arisztokrácia azonban fellázad ellene és májusban csatában legyőzik a seregét. Sze-ma Lunt elfogják és öngyilkosságra kényszerítik. Az új régens a császár unokatestvére, Sze-ma Csiung.

## Halálozások
- Sze-ma Lun, kínai régens

## Fordítás
- Ez a szócikk részben vagy egészben  a(z)   301 című angol Wikipédia-szócikk ezen változatának fordításán alapul.  Az eredeti cikk szerkesztőit annak laptörténete sorolja fel. Ez a jelzés csupán a megfogalmazás eredetét és a szerzői jogokat jelzi, nem szolgál a cikkben szereplő információk forrásmegjelöléseként.